# フジテレビ・関西テレビ制作日曜夜の情報番組枠
フジテレビ・関西テレビ制作日曜夜の情報番組枠（フジテレビ・かんさいテレビせいさくにちようよるのじょうほうばんぐみわく）とは、キー局・フジテレビと準キー局・関西テレビの共同制作で、フジテレビ系列（FNS･FNN）で放送されている日曜22・23時台の情報・報道番組の一覧のことである。

## 概要
この時間帯は1990年代中盤まで各30分枠のバラエティ番組が2本放送され、『アイ・アイゲーム』や『料理の鉄人』などをヒットさせたフジテレビ制作枠(1992年9月までは千代田企画制作クイズ番組枠)と、『三枝の爆笑美女対談』や『新伍&紳助のあぶない話』などを放送した関西テレビ制作のKINCHO一社提供枠が設けられていた。
1997年4月にバラエティ枠を解消して放送枠を統合。フジテレビと関西テレビが共同制作を行った1時間のスポーツニュース番組『Grade-A』がスタートしたが、半年で終了。続く『スーパーナイト』から報道・情報番組を新設した。
視聴率も10%前後を記録しており、話題によっては15%を超えることもある。『情報エンタメLIVE ジャーナる!』は半年で終了したが、『Mr.サンデー』で2014年10月、『EZ!TV』→『情報ライブ EZ!TV』の放送期間の4年半を超え、当枠で最も放送期間の長い番組となった。

### 特徴
ネットワーク配信とマスター（主調整室）はフジテレビが行い、スポンサーセールスはフジテレビと関西テレビが共同で行っている。これは枠統合前からの名残である。またプロデューサーは関西テレビからも参加しているほか、『Mr.サンデー』は司会の宮根誠司など大阪拠点の出演者が、新型コロナウイルス感染拡大状況を考慮して、東京への移動を行わずに関西テレビのスタジオから出演するなど、共同制作体制が拡大されることがある。この時間帯に放送されている番組は、主に『めざましテレビ』や『めざまし8』を制作しているフジテレビ情報制作局が担当しているが、『新報道プレミアA』のみ、フジテレビ報道局が制作に携わっているため報道番組として扱われている。
また、『Mr.サンデー』時代の2016年から、毎年10月の第1日曜日にパリロンシャン競馬場（フランス）で開催される凱旋門賞（競馬の重賞競走）に日本での調教馬が出走する場合には、本枠の放送枠を日曜のフジテレビ系列深夜ニュース枠（『スポーツLIFE HERO'S』→『S-PARK』→『すぽると!』）と統合して放送するため、当日のみ本枠の番組（現在は『Mr.サンデー』）がフジテレビ系列の同日の最終ニュース番組（報道番組）扱いとして放送される。

## 放送時間
すべてJSTによる
- 1997年10月 - 2001年3月 22:00 - 23:00（スーパーナイト放送時、ミニ番組を放送する為に放送時間が縮小した時期あり）
- 2001年4月 - 2002年3月 22:30 - 25:15（EZ!TV放送時、ニュース最終便とスポーツニュースをコンプレックス）
- 2002年4月 - 2003年3月 22:30 - 24:45
- 2003年4月 - 2004年9月 22:30 - 23:45（ニュース最終便とスポーツニュースを再度独立）
- 2004年10月 - 2008年9月 22:00 - 23:15（前座番組『堂本兄弟（のちの新堂本兄弟）』と枠入れ替え）
- 2008年10月 - 2009年9月 22:00 - 23:11（サキヨミLIVE放送時、ミニ番組を放送のため4分短縮）
- 2009年10月 - 2025年3月 22:00 - 23:15（ジャーナる!、Mr.サンデー放送時）
- 2025年4月 -   20:54 - 23:15（Mr.サンデーが21時枠のバラエティ番組枠と統合するため。1時間前拡大）

## 番組
| 番組                               | 放送期間                        | 総合司会                                                         |
| ---------------------------------- | ------------------------------- | ---------------------------------------------------------------- |
| スーパーナイト                     | 1997年10月05日 - 2001年03月25日 | 森本毅郎 小島奈津子                                              |
| EZ!TV→情報ライブ EZ!TV             | 2001年04月01日 - 2005年09月18日 | 森本毅郎 小島奈津子                                              |
| 週刊人物ライブ スタ☆メン→スタ☆メン | 2005年10月02日 - 2007年03月25日 | 阿川佐和子 爆笑問題（田中裕二・太田光）                          |
| 新報道プレミアA                    | 2007年04月01日 - 2008年06月22日 | 安藤優子 滝川クリステル                                          |
| サキヨミ→サキヨミLIVE              | 2008年07月06日 - 2009年09月20日 | 伊藤利尋 山本モナ→大島由香里→平井理央                            |
| 情報エンタメLIVE ジャーナる!       | 2009年10月25日 - 2010年03月28日 | 三宅裕司 伊藤利尋 平井理央                                       |
| Mr.サンデー                        | 2010年04月18日 - 現在           | 宮根誠司 滝川クリステル→椿原慶子→三田友梨佳→ 山﨑夕貴→藤本万梨乃 |